# Jim van Notten
Mr. Willem Jan Pieter (Jim) van Notten (Maarn, 28 december 1934) is een Nederlands politicus van de VVD.

## Familie
Van Notten is een telg uit de Nederland's Patriciaatsfamilie Van Notten en een zoon van Pieter van Notten (1902-1955) en Christina Wilhelmina Lida Blijdenstein (1904-2001), lid van de Nederland's Patriciaats- en textielfamilie Blijdenstein en een dochter van het echtpaar W.B. Blijdenstein-van Heek. Hij is in 1964 getrouwd met jkvr. Marie Emilie Stratenus (1940), lid van de familie Stratenus, met wie hij twee dochters kreeg.

## Biografie
Van Notten, oud-reserve-1e luitenant cavalerie, studeerde af in de rechten. Daarna was hij werkzaam op de gemeentesecretarie van Gorinchem voor hij in april 1968 benoemd werd tot burgemeester van de Drentse gemeente Ruinerwold. In maart 1974 volgde zijn benoeming tot burgemeester van Gorssel wat hij tot 1996 zou blijven. Hij werd benoemd tot ridder in de Orde van Oranje-Nassau.

### Huis te Maarn

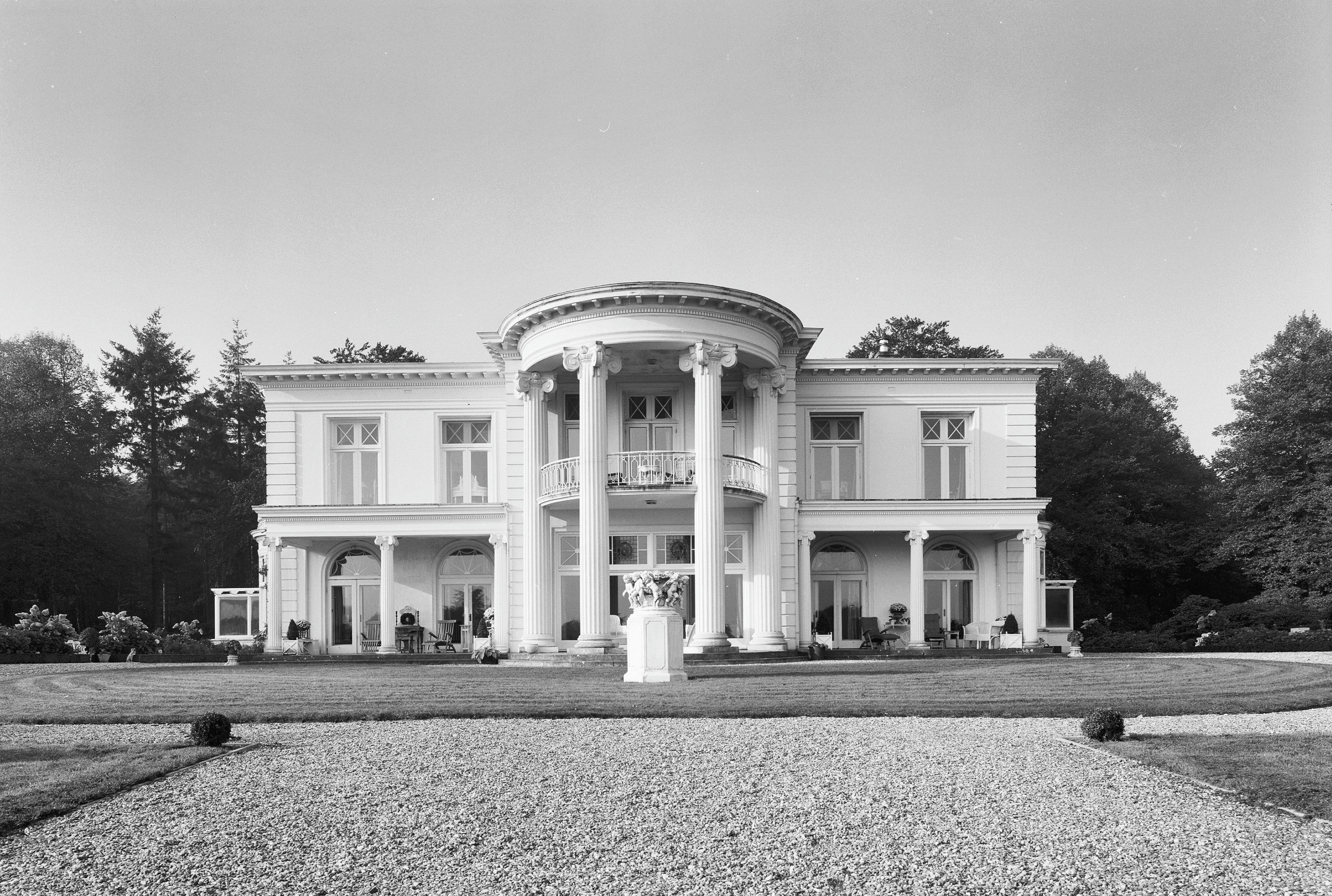
Huis te Maarn

Na zijn pensionering keerde hij terug naar Maarn waar hij samen met zijn broer de eigenaar is van Huis te Maarn en het bijbehorend landgoed. Dit huis was in 1915-1916 gebouwd voor de ouders van zijn moeder en ontworpen door de architect Jan Stuyt (1868-1934) met een parkaanleg van Pieter Wattez (1871-1953). Die grootouders waren de bankier mr. Willem Benjamin Blijdenstein (1867-1924) en Alida Gerharda van Heek (1872-1937), de laatste zijnde een dochter van Eerste Kamerlid Gerrit Jan van Heek (1837-1915). Via hen kwam het huis in hun bezit en werden zij de latere bewoners. Van Notten was vanaf de oprichting in 1998 actief betrokken bij de organisatie Utrechts Particulier Grondbezit waarvan hij tot eind 2013 bestuurslid was.